# Décima Segunda Emenda à Constituição dos Estados Unidos
A Décima Segunda Emenda (Amendment XII) à Constituição dos Estados Unidos estabelece o procedimento para a eleição do presidente e do vice-presidente. Ela substituiu o procedimento do Artigo II, Seção 1, Cláusula 3, sob o qual o Colégio Eleitoral funcionava originalmente. A emenda foi proposta pelo Congresso em 9 de dezembro de 1803 e foi ratificada pelos três quartos necessários das legislaturas estaduais em 15 de junho de 1804. As novas regras entraram em vigor na eleição presidencial de 1804 e regeram todas as eleições presidenciais subsequentes.
De acordo com a Constituição original, cada membro do Colégio Eleitoral dava dois votos eleitorais, sem distinção entre votos para presidente e para vice-presidente. O candidato presidencial que recebesse o maior número de votos (desde que esse número fosse pelo menos a maioria dos eleitores) era eleito presidente, enquanto o candidato presidencial que recebesse o segundo maior número de votos era eleito vice-presidente. Nos casos em que nenhum indivíduo obtivesse os votos da maioria dos eleitores, ou em que várias pessoas empatassem no maior número dos votos, a Câmara dos Representantes realizaria uma eleição contingente [en]  para selecionar o presidente. Nos casos em que vários candidatos empatassem com o segundo maior número de votos, o Senado realizaria uma outra eleição contingente para selecionar o vice-presidente. As primeiras quatro eleições presidenciais foram realizadas de acordo com essas regras.
O sistema original permitiu que as eleições presidenciais de 1796 e 1800 elegessem um presidente e um vice-presidente que eram oponentes políticos. Isso fez com que os legisladores alterassem o processo de eleição presidencial para exigir que cada membro do Colégio Eleitoral desse um voto eleitoral para presidente e um voto eleitoral para vice-presidente. De acordo com as novas regras, uma eleição contingente ainda é realizada pela Câmara dos Representantes se nenhum candidato ganhar o voto eleitoral presidencial da maioria dos eleitores, mas não há mais a possibilidade de vários candidatos ganharem votos eleitorais presidenciais da maioria dos eleitores. A Décima Segunda Emenda também reduziu o número de candidatos elegíveis a serem selecionados pela Câmara em uma eleição presidencial contingente de cinco para três, estabeleceu que o Senado realizaria uma eleição contingente para vice-presidente se nenhum candidato obtivesse a maioria dos votos eleitorais para vice-presidente e determinou que nenhum indivíduo constitucionalmente inelegível para o cargo de presidente seria elegível para servir como vice-presidente.

## Texto
Os eleitores se reunirão em seus respectivos estados e votarão por cédula para Presidente e Vice-Presidente, sendo que um deles, pelo menos, não deverá ser habitante do mesmo estado que eles. Eles indicarão em suas cédulas a pessoa votada para Presidente e, em cédulas distintas, a pessoa votada para Vice-Presidente, e farão listas distintas de todas as pessoas votadas para Presidente e de todas as pessoas votadas para Vice-Presidente e do número de votos para cada uma delas, listas essas que assinarão e certificarão, e enviarão seladas para a sede do governo dos Estados Unidos, endereçadas ao Presidente do Senado;
O Presidente do Senado, na presença do Senado e da Câmara dos Representantes, abrirá todos os certificados e os votos serão contados;
A pessoa que tiver o maior número de votos para Presidente será o Presidente, se esse número for a maioria do número total de eleitores nomeados; e se nenhuma pessoa tiver essa maioria dentre as pessoas que tiverem os números mais altos, não superiores a três, na lista dos votados para Presidente, a Câmara dos Representantes escolherá imediatamente, por votação, o Presidente. Mas, ao escolher o Presidente, os votos serão tomados por estados, tendo a representação de cada estado um voto; o quórum para esse fim consistirá de um membro ou membros de dois terços dos estados, e a maioria de todos os estados será necessária para a escolha. E se a Câmara dos Representantes não escolher um Presidente, sempre que o direito de escolha recair sobre eles, antes do quarto dia de março seguinte, então o Vice-Presidente atuará como Presidente, como no caso de morte ou outra incapacidade constitucional do Presidente. 

A pessoa que tiver o maior número de votos como Vice-Presidente será o Vice-Presidente, se esse número for a maioria do número total de eleitores nomeados e, se nenhuma pessoa tiver a maioria dentre os dois números mais altos da lista, o Senado escolherá o Vice-Presidente; o quórum para esse fim consistirá em dois terços do número total de Senadores, e a maioria do número total será necessária para a escolha. No entanto, nenhuma pessoa constitucionalmente inelegível para o cargo de Presidente poderá ser elegível para o cargo de Vice-Presidente dos Estados Unidos.

## Histórico
De acordo com o procedimento original adotado pelo Colégio Eleitoral, conforme previsto no Artigo II, Seção 1, Cláusula 3, cada eleitor dava dois votos eleitorais, sem distinção entre votos eleitorais para presidente e votos eleitorais para vice-presidente. As duas pessoas escolhidas pelo eleitor não podiam habitar o mesmo estado que o eleitor. Essa proibição foi criada para evitar que os eleitores votassem em dois "candidatos preferidos" de seus respectivos estados. A pessoa que recebesse o maior número de votos, desde que esse número constituísse a maioria dos eleitores, era eleita presidente.
Havia dois cenários possíveis em que a Câmara dos Representantes precisava realizar uma eleição contingente para selecionar o presidente. Se houvesse mais de um indivíduo que recebesse o mesmo número de votos e esse número fosse igual à maioria dos eleitores, a Câmara escolheria um deles para ser o presidente. Se nenhum indivíduo tivesse a maioria, a Câmara escolheria entre os cinco indivíduos com o maior número de votos eleitorais. Em ambos circunstâncias, cada delegação estadual tinha direito a um voto. Era necessário que um candidato recebesse a maioria absoluta (mais da metade do número total de estados) para ser escolhido como presidente.
A seleção do vice-presidente era um processo mais simples. O candidato que recebesse o segundo maior número de votos para presidente se tornava vice-presidente. Ao contrário do presidente, ele não precisava receber votos da maioria dos eleitores. Em caso de empate no segundo lugar, o Senado realizaria uma eleição contingente para selecionar o vice-presidente entre os empatados, com cada senador dando um voto. Era necessário que um candidato recebesse a maioria absoluta, mais da metade do total de membros do Senado, para ser escolhido como vice-presidente.
O sistema eleitoral original funcionou nas duas primeiras eleições presidenciais porque, em ambas as ocasiões, George Washington foi a escolha unânime dos eleitores para presidente; a única disputa real foi a eleição para vice-presidente, para a qual não era necessária uma maioria geral. A decisão de George Washington de não buscar um terceiro mandato e o surgimento de atividades políticas partidárias expuseram problemas com o procedimento original.
Na eleição de 1796, John Adams, o candidato presidencial do Partido Federalista, recebeu votos da maioria dos eleitores. No entanto, os eleitores federalistas espalharam seus segundos votos, o que fez com que o candidato presidencial do Partido Democrata-Republicano, Thomas Jefferson, recebesse o segundo maior número de votos eleitorais e fosse eleito vice-presidente. Ficou evidente que ter um vice-presidente e um presidente que não estavam dispostos a trabalhar juntos de forma eficaz seria um problema significativo. A maior dificuldade ocorreu durante as Guerras Revolucionárias Francesas na Europa, já que o presidente Adams queria adotar uma política externa pró-britânica, e o vice-presidente Jefferson era pró-França.
Em 6 de janeiro de 1797, o deputado federalista William Smith [en] apresentou uma resolução no plenário da Câmara dos Representantes para uma emenda à Constituição exigindo que cada eleitor desse um voto para presidente e outro para vice-presidente. Entretanto, nenhuma ação foi tomada em relação à sua proposta. Na eleição de 1800, os dois principais partidos tentaram evitar o problema que surgiu em 1796, indicando candidatos separados para presidente e vice-presidente em uma chapa partidária. Contudo, não havia como os eleitores distinguirem entre os dois cargos quando votavam; se todos os eleitores votassem nas chapas de seus partidos, a eleição terminaria empatada entre os dois candidatos da chapa mais popular.
Os democratas-republicanos que haviam indicado Jefferson para presidente e Aaron Burr para vice-presidente garantiram a maioria dos eleitores. Contudo, a margem eleitoral era tão pequena que havia pouco espaço para erros se os democratas-republicanos quisessem evitar repetir as falhas dos federalistas de 1796. Dadas as limitações técnicas das comunicações do século XVIII, os eleitores democratas-republicanos de cada estado tinham de presumir que um eleitor de outro estado era o responsável por lançar a abstenção necessária para garantir a eleição de Burr para a vice-presidência. Os eleitores democratas-republicanos estavam tão relutantes em serem responsáveis por fazer com que o presidente Adams, que estava deixando o cargo, fosse eleito vice-presidente, que cada eleitor democrata-republicano votou tanto em Jefferson quanto em Burr, o que resultou em um empate. Esse problema foi chamado posteriormente de dilema de Burr [en] .
Consequentemente, uma eleição presidencial contingente foi realizada na Câmara dos Representantes. As delegações estaduais controladas pelos federalistas votaram em Burr para impedir que Jefferson se tornasse presidente. Nem Burr nem Jefferson conseguiram vencer nas primeiras 35 cédulas. Com a ajuda de Alexander Hamilton, o impasse foi resolvido na 36ª votação e Jefferson foi eleito presidente em 17 de fevereiro de 1801. Essa eleição contingente e prolongada, combinada com as crescentes maiorias democratas e republicanas na Câmara e no Senado, estabeleceu condições para uma emenda constitucional que alterasse o sistema.

## Aprovação

### Trajetória até o Congresso
Em março de 1801, semanas após a eleição de 1800 ser concluída, duas emendas foram propostas na Assembleia Legislativa do Estado de Nova York [en] que formariam a base da Décima Segunda Emenda. O governador John Jay apresentou uma emenda ao legislativo estadual que exigiria uma eleição distrital de eleitores em cada estado, e o deputado Jedediah Peck [en] apresentou uma emenda para adotar designações para os votos para presidente e vice-presidente. As duas propostas não foram consideradas até o início de 1802 porque a legislatura estadual fez uma pausa no verão e no inverno. O senador do estado de Nova York, DeWitt Clinton, defendeu a adoção da emenda em janeiro de 1802. Pouco tempo depois, Clinton conquistou uma vaga no Senado dos EUA, onde foi fundamental para levar a emenda de designação ao Congresso. O processo continuou em Nova York em 15 de fevereiro, quando o deputado Benjamin Walker, de Nova York, propôs à Câmara as emendas de designação e eleição distrital. O debate sobre as emendas começou em maio. Os democratas-republicanos queriam decidir sobre a emenda rapidamente, mas os federalistas argumentaram que as ideias precisavam de mais tempo do que a sessão atual permitia. O federalista Samuel W. Dana, de Connecticut, queria examinar a necessidade de um vice-presidente. A emenda acabou fracassando no Senado do Estado de Nova York, mas DeWitt Clinton levou a discussão da emenda para a Câmara dos Representantes, que se dispôs a debater a emenda apresentada, mas os democratas-republicanos decidiram esperar pelo 8º Congresso, o que daria aos democratas-republicanos uma chance maior de atender à exigência de dois terços dos votos para apresentar uma proposta de emenda constitucional.

### Debate no Congresso

#### Câmara dos Representantes
Em 1803, o 8º Congresso considerou a emenda de designação. A primeira formulação da emenda previa que os cinco candidatos com maior número de votos eleitorais estariam na cédula da Câmara se nenhum candidato tivesse a maioria dos votos eleitorais. O democrata-republicano John Clopton [en], da Virgínia, argumentou que ter cinco nomes na lista para uma eleição de contingência tirava o poder do povo, então ele propôs que houvesse apenas dois nomes na lista. Em 20 de outubro, a Câmara nomeou um comitê de dezessete membros (um representante de cada estado) para aperfeiçoar a emenda. Logo após a formação do comitê, o federalista Benjamin Huger tentou acrescentar uma cláusula referente às eleições distritais à emenda proposta, mas o comitê o ignorou.
Em 23 de outubro, o comitê apresentou uma versão atualizada da emenda de designação à Câmara que alterou o número de candidatos em uma eleição de contingência de cinco para três e permitiu que o Senado escolhesse o vice-presidente se houvesse empate nessa disputa. Os pequenos estados federalistas não gostaram da mudança de cinco para três, pois ela tornava muito menos provável que um candidato de um estado pequeno chegasse a uma eleição de contingência. Huger e o federalista Gaylord Griswold [en], de Nova York, argumentaram que a Constituição era um compromisso entre os estados grandes e pequenos e que o método escolhido pelos criadores deveria controlar a influência dos estados maiores. Huger chegou a afirmar que a Constituição em si não era uma união de pessoas, mas uma união de estados grandes e pequenos, a fim de justificar a estrutura original para a eleição do presidente. De acordo com eles, a designação violaria a Constituição ao retirar o controle sobre o poder dos grandes estados.
O próximo a defender os federalistas foi Seth Hastings [en], de Massachusetts, que apresentou o argumento de que a emenda de designação tornava a vice-presidência inútil e defendia a eliminação da cláusula dos três quintos. John Cotton Smith [en] fez uma pergunta sobre se a emenda proposta era para ajudar Jefferson a ser reeleito e o porta-voz Nathaniel Macon considerou isso inadequado. Matthew Lyon, do Kentucky, denunciou qualquer referência à cláusula dos três quintos como mera provocação. A Câmara aprovou a resolução por 88 a 31 em 28 de outubro de 1803. Muitos representantes do Norte defenderam a eliminação do colégio eleitoral e a eleição direta do Presidente por todos os eleitores dos EUA.

#### Senado
Em 28 de outubro, o Senado começou a discutir a emenda de designação. O republicano democrata DeWitt Clinton esperava que o Senado, com uma maioria democrata-republicana de 24 a 9, aprovasse rapidamente a emenda. O federalista Jonathan Dayton propôs que o cargo de vice-presidente fosse eliminado, e foi apoiado por seu colega, Uriah Tracy [en]. Wilson Cary Nicholas [en] estava preocupado com o fato de que o Congresso não apresentaria a emenda a tempo para que os estados a ratificassem antes da eleição de 1804. Apesar da preocupação de Nicholas, o Senado só voltaria a tratar da proposta em 23 de novembro.
O debate se concentrou no número de candidatos em uma eleição de contingência e nos fundamentos filosóficos da Constituição. Os pequenos estados federalistas argumentaram veementemente que três candidatos davam muito poder aos grandes estados para escolher os presidentes. O senador Pierce Butler [en], da Carolina do Sul, argumentou que era improvável que os problemas com a eleição de 1800 ocorressem novamente e que ele não defenderia a alteração da Constituição simplesmente para impedir um vice-presidente federalista. John Quincy Adams argumentou que a mudança de cinco para três deu uma vantagem ao povo que violava o princípio federativo da Constituição. Em vez de manter o cargo de presidente equilibrado entre os estados e o povo, Adams achava que a designação do presidente e do vice-presidente inclinaria essa balança em favor do povo.
Os senadores federalistas defenderam a manutenção do procedimento original para o Colégio Eleitoral. O senador Samuel White, de Delaware, alegou que o procedimento original não havia sido submetido a “um experimento justo” e criticou a emenda proposta por consolidar o sistema bipartidário que havia tomado conta das eleições presidenciais.
Em resposta, os democratas-republicanos apelaram para os princípios democráticos. Samuel Smith, de Maryland, argumentou que a presidência deveria ser o mais responsável possível perante o povo. Dessa forma, ter três candidatos em uma eleição de contingência é muito melhor do que ter cinco, pois, de outra forma, seria possível que o quinto melhor candidato se tornasse presidente. Além disso, a própria designação reduziria drasticamente o número de eleições que chegariam à Câmara dos Representantes, e o presidente teria muito mais chances de ser a escolha do povo. William Cocke [en], do Tennessee, adotou uma abordagem diferente ao argumentar que todo o argumento dos federalistas sobre os estados pequenos era por interesse próprio.
Outra questão era a possibilidade de a Câmara não conseguir escolher um presidente até 4 de março. Essa foi a parte menos controversa da Décima Segunda Emenda e John Taylor propôs que o vice-presidente assumisse o cargo de presidente nessa ocorrência peculiar, “como no caso de morte ou outra incapacidade constitucional do presidente”.
No dia 2 de dezembro de 1803, aconteceu uma maratona de debates. Uriah Tracy, de Connecticut, argumentou de forma semelhante a Adams quando invocou o princípio federativo da Constituição. Tracy alegou que o procedimento original foi formulado para dar aos pequenos estados a chance de eleger o vice-presidente, que seria um controle dos poderes do presidente. Em essência, os estados equilibravam o poder do povo.

### Proposta e ratificação

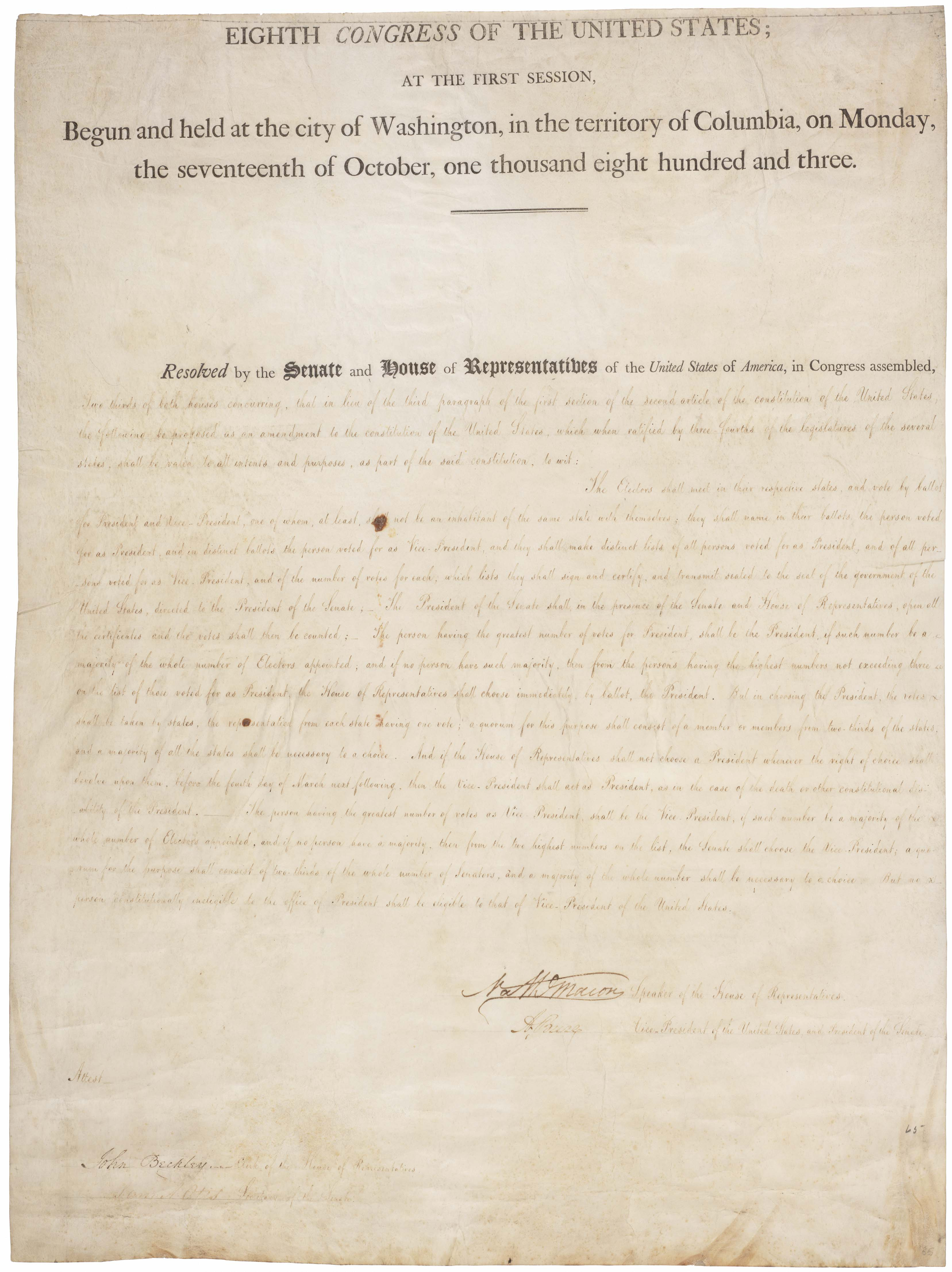
A Décima Segunda Emenda nos Arquivos Nacionais.

A Décima Segunda Emenda foi proposta pelo 8º Congresso em 9 de dezembro de 1803, quando foi aprovada pela Câmara dos Representantes por 84 votos a 42, tendo sido previamente aprovada pelo Senado, por 22 votos a 10, em 2 de dezembro. A emenda foi oficialmente submetida aos 17 estados em 12 de dezembro de 1803 e foi ratificada pelas legislaturas dos seguintes estados:
- Carolina do Norte: 22 de dezembro de 1803;[21]
- Maryland: 24 de dezembro de 1803;[21]
- Kentucky: 27 de dezembro de 1803;[21]
- Ohio: 30 de dezembro de 1803;[21]
- Pensilvânia: 5 de janeiro de 1804;[21]
- Vermont: 30 de janeiro de 1804;[21]
- Virgínia: 3 de fevereiro de 1804;[21]
- Nova York: 10 de fevereiro de 1804;[21]
- Nova Jérsia: 22 de fevereiro de 1804;[21]
- Rhode Island: 12 de março de 1804;[21]
- Carolina do Sul: 15 de maio de 1804;[21]
- Geórgia: 19 de maio de 1804;[21]
- Nova Hampshire: 15 de junho de 1804;[21]

Após ser aprovada pelas legislaturas de três quartos dos estados (13 de 17), a ratificação da Décima Segunda Emenda foi concluída e ela se tornou parte da Constituição. Posteriormente, ela foi aprovada por:  
- Tennessee: 27 de julho de 1804;[21]
- Massachusetts: 1961.[21][Note 2]

A emenda foi rejeitada por Delaware, em 18 de janeiro de 1804, e por Connecticut, em 10 de maio de 1804. Em uma carta postal de 25 de setembro de 1804 aos governadores dos estados, o Secretário de Estado James Madison declarou a emenda ratificada por três quartos dos estados.

## Colégio Eleitoral de acordo com a Décima Segunda Emenda
Embora a Décima Segunda Emenda não tenha alterado a composição do Colégio Eleitoral, ela alterou o processo pelo qual o presidente e o vice-presidente são eleitos. O novo processo eleitoral foi usado pela primeira vez na eleição de 1804, e desde então, cada eleição presidencial tem sido conduzida de acordo com os termos da emenda. Ela estipula que cada eleitor deve dar votos distintos para presidente e vice-presidente, em vez de dois votos para presidente. Além disso, os eleitores não podem votar em candidatos à presidência e à vice-presidência que residam no estado do eleitor (pelo menos um deles deve ser habitante de outro estado).
Se nenhum candidato a presidente tiver a maioria do total de votos, a Câmara dos Representantes, votando por estados e com os mesmos requisitos de quórum do procedimento original, escolhe o presidente. A Décima Segunda Emenda exige que a Câmara escolha entre os três maiores receptores de votos eleitorais, em comparação com os cinco do procedimento original.
A Décima Segunda Emenda exige que uma pessoa receba a maioria dos votos eleitorais para vice-presidente para que seja eleita vice-presidente pelo Colégio Eleitoral. Se nenhum candidato a vice-presidente tiver a maioria do total de votos, o Senado, com cada senador tendo um voto, escolhe o vice-presidente. Ela também demanda que o Senado escolha entre os dois candidatos com a maior quantidade de votos eleitorais. Se vários indivíduos estiverem empatados em segundo lugar, o Senado poderá considerar todos eles. A emenda introduziu uma exigência de quórum de dois terços do número total de senadores para a realização da votação e exige que o Senado escolha um vice-presidente por meio dos votos afirmativos de “uma maioria do número total” de senadores.
Para evitar que impasses mantivessem o país sem governante, a Décima Segunda Emenda previa que, se a Câmara não escolhesse um presidente antes de 4 de março (primeiro dia de um mandato presidencial), o vice-presidente eleito individualmente “atuaria como presidente, como no caso de morte ou outra incapacidade constitucional do presidente”. A emenda não estabelece por quanto tempo o vice-presidente atuaria como presidente ou se a Câmara ainda poderia escolher um presidente após 4 de março. A Seção 3 da Vigésima Emenda, adotada em 1933, substitui essa disposição, alterando a data de início de um novo mandato presidencial para 20 de janeiro, esclarecendo que o vice-presidente eleito só “atuaria como presidente” se a Câmara não tivesse escolhido um presidente até 20 de janeiro e permitindo que o Congresso estabelecesse estatutariamente “quem atuará como presidente ou a maneira pela qual aquele que atuará será escolhido” se não houver presidente ou vice-presidente eleito até 20 de janeiro. Também esclarece que, se não houver um presidente eleito em 20 de janeiro, quem quer que atue como presidente o fará até que uma pessoa “qualificada” para ocupar a presidência seja eleita para ser presidente.

### Integração com a Vigésima Segunda Emenda
A Décima Segunda Emenda declara explicitamente que os requisitos constitucionais previstos para o presidente também se aplicam ao cargo de vice-presidente e a Vigésima Segunda Emenda impede que um presidente com dois mandatos seja eleito para um terceiro mandato, mas não está explícito se essas emendas juntas impedem que qualquer presidente com dois mandatos sirva posteriormente como vice-presidente, bem como de suceder à presidência em qualquer ponto da linha de sucessão presidencial dos Estados Unidos. Alguns argumentam que a Décima Segunda Emenda diz respeito à qualificação para o serviço, enquanto a Vigésima Segunda Emenda diz respeito às qualificações para a eleição e, portanto, um ex-presidente com dois mandatos ainda é elegível para servir como vice-presidente. Os acadêmicos de direito propõem que a argumentação acima consideraria inadequadamente a oportunidade que ela oferece para alguém servir como presidente por mais de dois mandatos, além de “[atuar] como presidente por mais de dois anos”, resultando em uma violação da Vigésima Segunda Emenda. A interação entre as duas emendas não foi testada, pois nenhum presidente eleito duas vezes jamais foi indicado para a vice-presidência.
Hillary Clinton disse, em tom de brincadeira, durante sua campanha presidencial de 2016, que havia considerado a possibilidade de nomear seu marido, o ex-presidente Bill Clinton, eleito duas vezes, como seu companheiro de chapa para a vice-presidência, mas foi informada de que isso seria inconstitucional. Essa ambiguidade constitucional permitiu especulações em 2020 sobre se o ex-presidente Barack Obama, eleito duas vezes, era elegível para ser vice-presidente.

## Eleições desde 1804

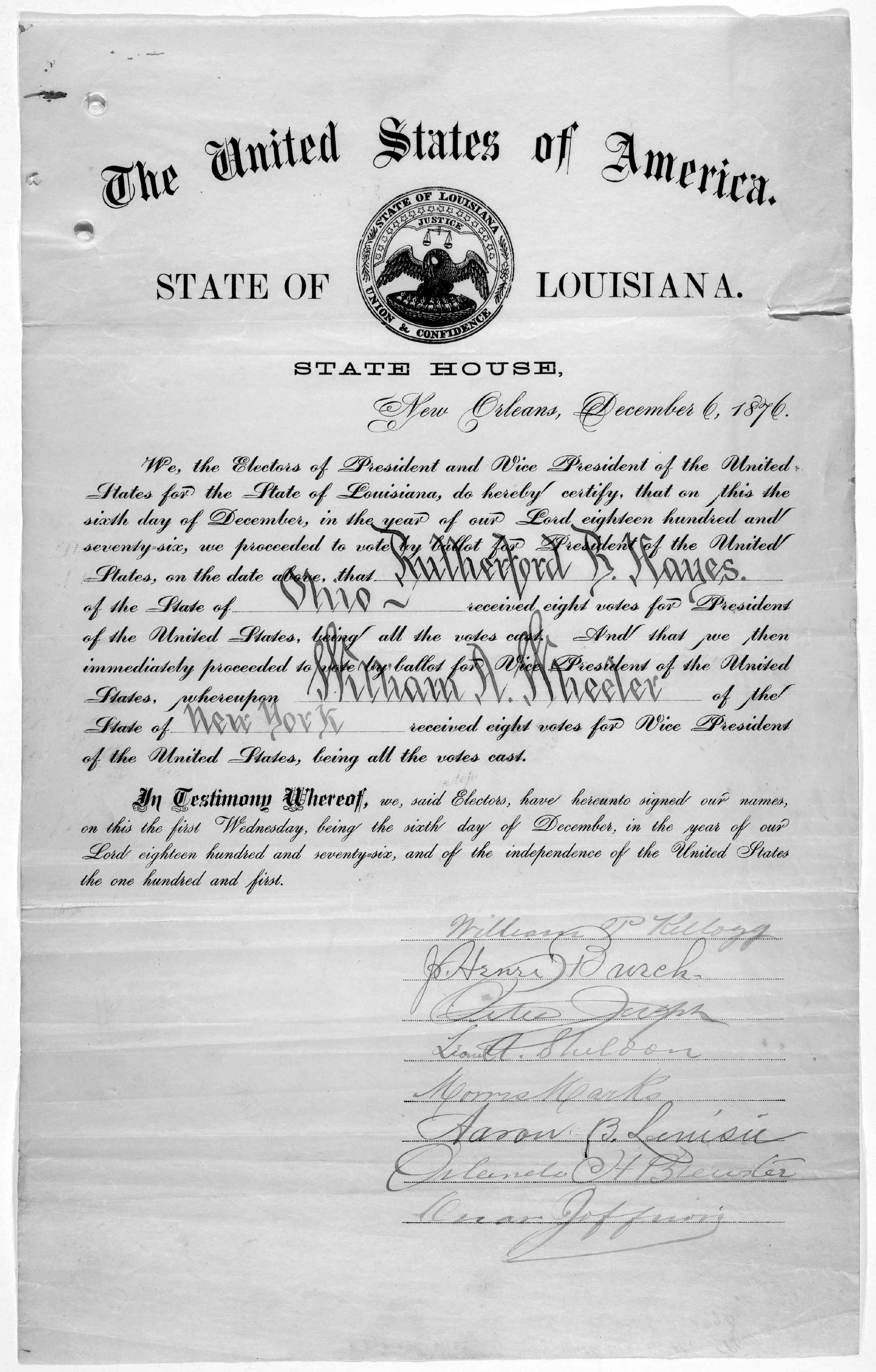
Certificado do voto eleitoral de Rutherford B. Hayes e William A. Wheeler para o estado da Louisiana.

A partir de 1804, cada eleição presidencial foi conduzida de acordo com a Décima Segunda Emenda. Desde então, somente em 1824 a Câmara dos Representantes escolheu o presidente em uma eleição contingente, pois nenhum dos quatro candidatos obteve a maioria absoluta (131 votos necessários na época) dos votos eleitorais: Andrew Jackson recebeu 99 votos eleitorais, John Quincy Adams  84, William H. Crawford 41 e Henry Clay 37.
Como a Câmara podia considerar apenas os três primeiros candidatos, Clay foi eliminado. A saúde debilitada de Crawford, após um derrame e um ataque cardíaco, tornou improvável sua eleição pela Câmara. Jackson esperava que a Câmara votasse nele, pois havia conquistado uma pluralidade de votos populares e eleitorais. Em vez disso, a Câmara elegeu Adams na primeira votação com treze estados, seguido por Jackson com sete e Crawford com quatro. Clay havia apoiado Adams para a presidência, o que teve um peso adicional porque Clay era o presidente da Câmara. Posteriormente, Adams nomeou Clay como seu Secretário de Estado, ao que Jackson e seus apoiadores responderam acusando a dupla de fazer uma “barganha corrupta”. Na eleição para vice-presidente, John C. Calhoun (o companheiro de chapa de Jackson e Adams) foi eleito com 182 votos eleitorais.
Em 1836, o Partido Whig indicou quatro candidatos diferentes em regiões diferentes com o objetivo de dividir o voto eleitoral, negar ao candidato democrata Martin Van Buren uma maioria eleitoral e forçar uma eleição contingente. A estratégia Whig fracassou, pois Van Buren obteve a maioria dos votos eleitorais e a aparente maioria do voto popular, vencendo na Pensilvânia por 4.222 votos. Na Carolina do Sul, cujos eleitores presidenciais eram apoiadores do Whig, não houve votação popular, pois a legislatura estadual escolheu os eleitores.
A base da estratégia do Whig estava em uma grave divisão do Partido Democrata em nível estadual na Pensilvânia, que levou o Partido Antimaçônico, alinhado ao Whig, ao poder estadual. Os alinhamentos partidários por estado na Câmara dos Representantes sugerem que qualquer eleição contingente teria tido um resultado incerto, com nenhum dos candidatos (Van Buren, William Henry Harrison e Hugh White) tendo um caminho claro para a vitória. Na mesma eleição, nenhum candidato a vice-presidente garantiu a maioria eleitoral, pois os eleitores democratas da Virgínia se recusaram a votar no candidato democrata à vice-presidência, Richard Mentor Johnson, devido ao seu relacionamento com uma ex-escrava, e votaram em William Smith [en]. Como resultado, Johnson recebeu 147 votos eleitorais, um voto a menos do que a maioria, seguido por Francis Granger com 77, John Tyler com 47 e Smith com 23. Foi necessário que o Senado realizasse uma eleição contingente entre Johnson e Granger para vice-presidente, que Johnson venceu na primeira votação com 33 votos contra 16 de Granger.
Desde 1836, nenhum partido importante dos EUA indicou vários candidatos regionais à presidência ou à vice-presidência em uma eleição. Entretanto, desde a Guerra Civil, houve duas tentativas de partidos do sul de apresentar candidatos regionais na esperança de negar a um dos dois principais candidatos a maioria no colégio eleitoral. Ambas as tentativas (em 1948 e 1968) fracassaram por pouco; em ambos os casos, uma mudança no resultado de dois ou três estados próximos teria forçado essas respectivas eleições para a Câmara.
Nas eleições recentes, um companheiro de chapa é geralmente selecionado para atrair um grupo diferente de eleitores. Uma questão de Cláusula de Habitação surgiu durante a eleição presidencial de 2000 disputada por George W. Bush (companheiro de chapa Dick Cheney) e Al Gore (companheiro de chapa Joe Lieberman), porque foi alegado que Bush e Cheney eram ambos habitantes do Texas e que os eleitores do Texas, portanto, violaram a Décima Segunda Emenda ao votar em ambos. Os 32 votos eleitorais do Texas eram necessários para garantir a Bush e Cheney a maioria no Colégio Eleitoral. Com os democratas conquistando quatro assentos no Senado para igualar os republicanos com 50 assentos cada na câmara, o resultado de uma eleição contingente no Senado, especialmente se tivesse acontecido depois que os senadores recém-eleitos tivessem sido empossados, estaria longe de ser certo; na verdade, se essa eleição tivesse acontecido em 2000, teria determinado qual partido controlaria o Senado.
A residência de Bush era inquestionável, pois ele era governador do Texas na época. Entretanto, Cheney e sua esposa haviam se mudado para Dallas cinco anos antes, quando ele assumiu o cargo de executivo-chefe da Halliburton. Cheney cresceu em Wyoming, representou o estado no Congresso e manteve residência no estado durante sua gestão na Halliburton. Alguns meses antes da eleição, ele mudou seu título de eleitor e sua carteira de motorista para Wyoming e colocou sua casa em Dallas à venda. Em 21 de julho de 2000, Cheney mudou seu título de eleitor do Texas para o condado de Teton, Wyoming. Três eleitores do Texas contestaram a eleição em um tribunal federal em Dallas e, em seguida, recorreram da decisão ao Tribunal de Apelações dos Estados Unidos para o Quinto Circuito, onde foi negado provimento.